# Parafia św. Antoniego w Ściechowie
Parafia pw. św. Antoniego w Ściechowie – parafia rzymskokatolicka z siedzibą w Ściechowie, należąca do dekanatu Myślibórz, archidiecezji szczecińsko-kamieńskiej, metropolii szczecińsko-kamieńskiej. Erygowana 24 października 1957 r. W parafii posługują księża diecezjalni. Według stanu na wrzesień 2018 proboszczem parafii był ks. Krzysztof Jarzynka.

## Kościół parafialny
Kościół pw. św. Antoniego z Padwy w Ściechowie

## Kościoły filialne
Kościół pw. św. Jana Bosko w Gajewie